# Décès en 1135
Décès
- 1131
- 1132
- 1133
- 1134
- 1135
- 1136
- 1137
- 1138
- 1139

Cette page dresse une liste de personnalités mortes au cours de l'année 1135 :
- 18 janvier : Reinald de Stavanger, évêque catholique norvégien.
- 6 février : Elvire de Castille, reine de Sicile.
- 9 février : Jin Taizong, empereur de la dynastie Jin.
- 21 mars : Gyōson, poète et moine japonais bouddhiste.
- mai : Rénier Ier de Montferrat, marquis de Montferrat.
- 4 juin, Song Huizong, 8e empereur de la dynastie Song en Chine.
- 29 août : Al-Mustarchid[1].
- 1er décembre : Henri Ier d'Angleterre, roi des Anglais.
- 25 décembre : Mathieu, cardinal français.
- 31 décembre : Henri de Groitzsch, Marche de l'Est saxonne en 1128 et margrave de Lusace.

- Gérard IV de Juliers, comte de Juliers.
- Emir Gazi Gümüchtegin ou  Gumuchtegin, second dirigeant de l’État danismendide.
- Harald Kesja, prince danois et régent du royaume de 1102 à 1104.
- Yuanwu Keqin, moine bouddhiste zen chinois.
- Liang Hongyu, femme général chinoise.
- Walcher de Malvern, astrologue, astronome et mathématicien anglais.
- Al-Mustarchid, ou Abû al-Mansûr « Al-Mustarchid bi-llah » al-Fadhl ben Ahmad al-Mustazhir, 29e calife abbasside de Bagdad.
- Richard de Rodez, vicomte de Carlat, vicomte puis comte de Rodez.
- Shams al-Muluk Isma’il, atabeg bouride de Damas.

date incertaine (vers 1135)
- Giovanni da Crema, Cardinal-prêtre de S. Crisogono.

## Crédit d'auteurs
- Cet article est partiellement ou en totalité issu de l'article intitulé « 1135 » (voir la liste des auteurs).